# 베르나차

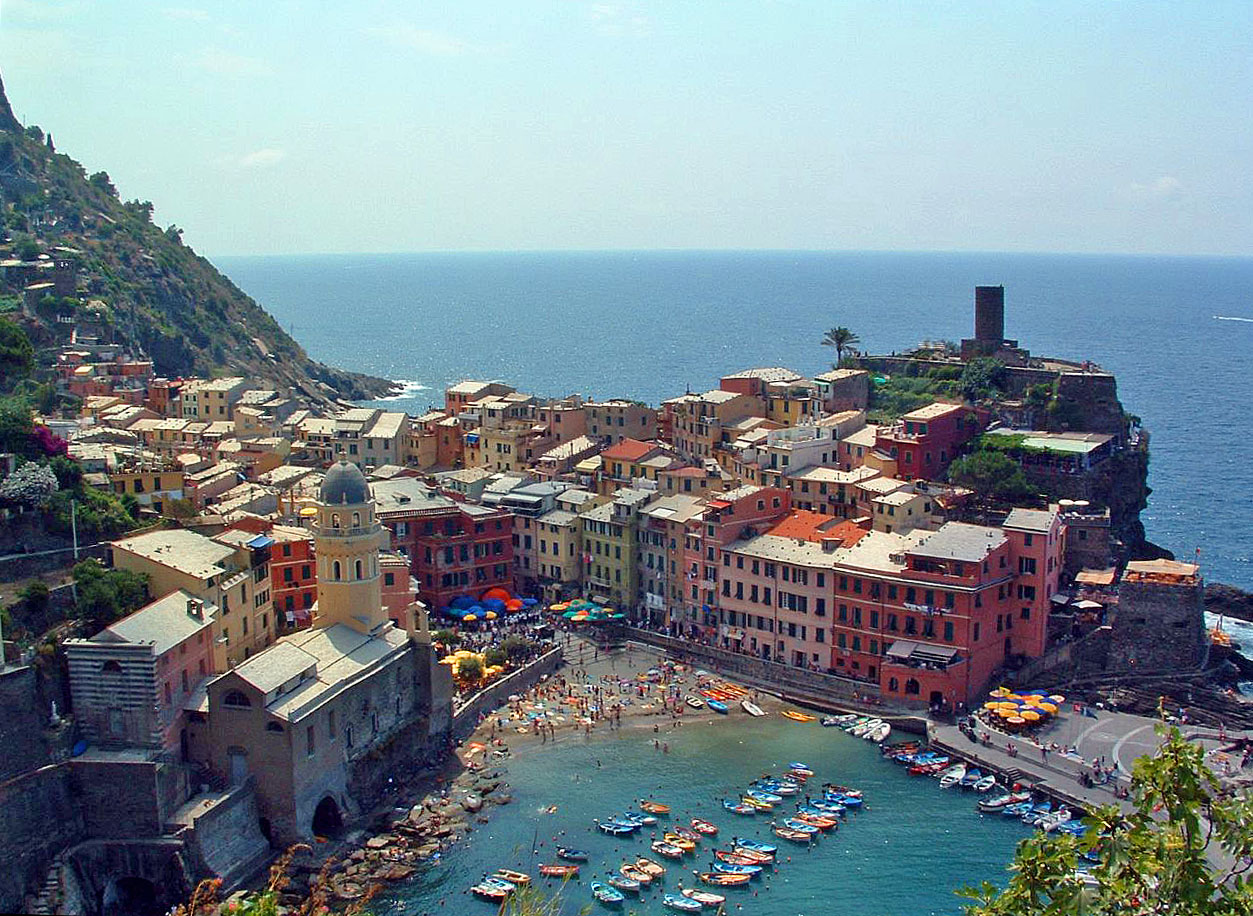
베르나차

베르나차(Vernazza)는 이탈리아 라스페치아도에 있는 마을이다. 낚시를 즐길 수 있다.

## 같이 보기
- 마나롤라
- 몬테로소알마레
- 코르닐리아
- 리오마조레